# Klejonka

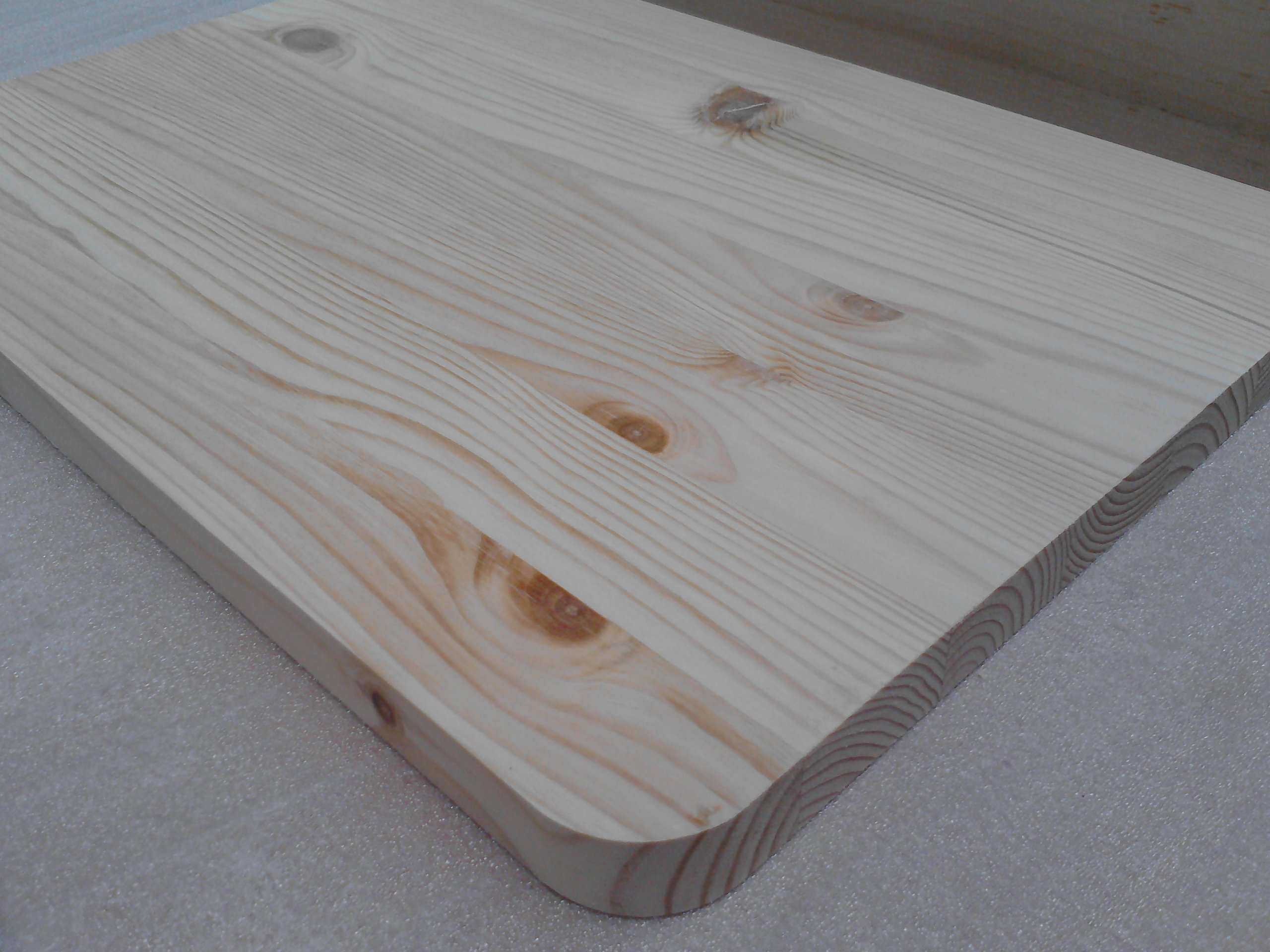
Płyta meblowa z tarcicy sosnowej

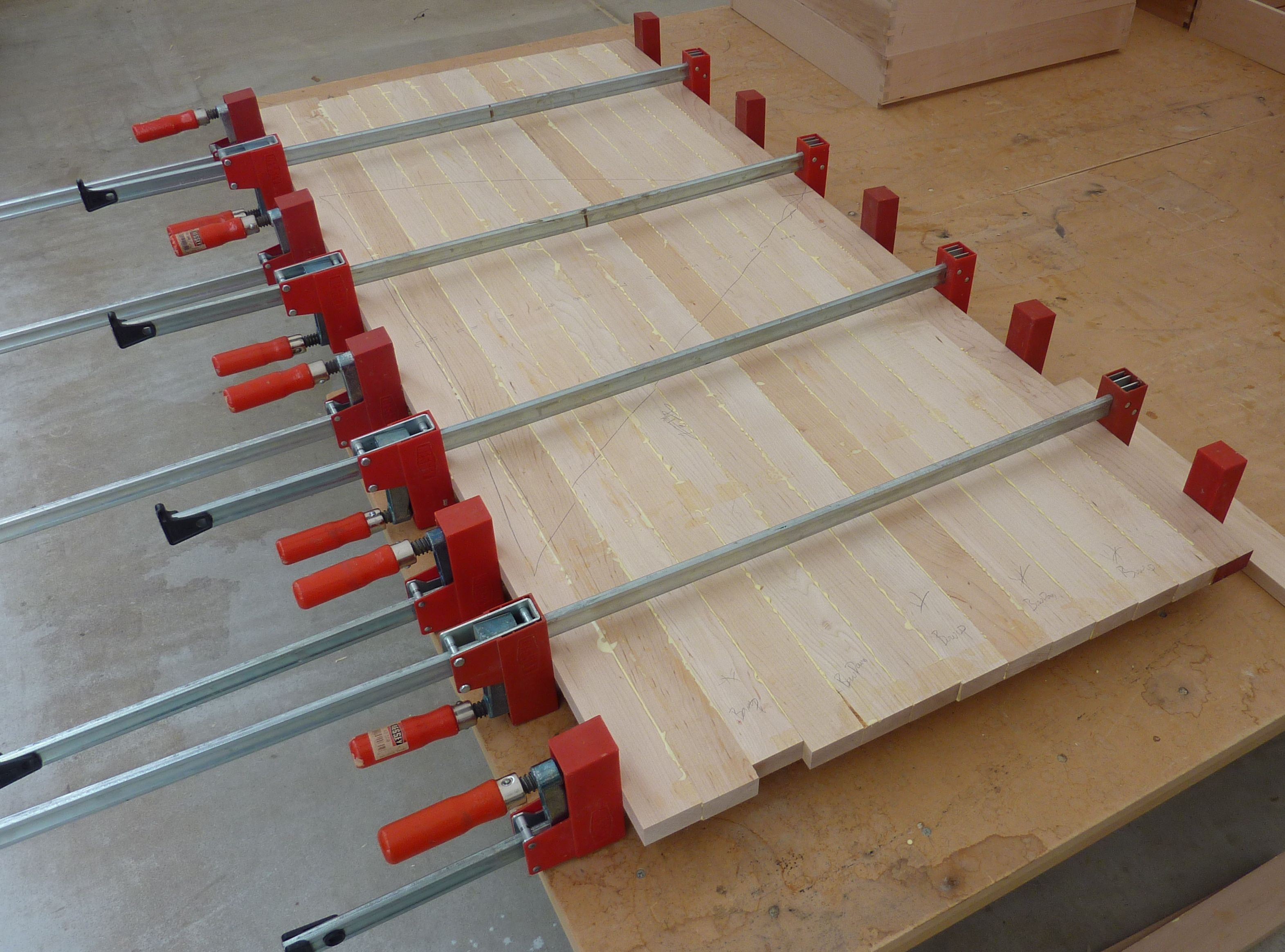
Klejenie ręczne za pomocą ścisków

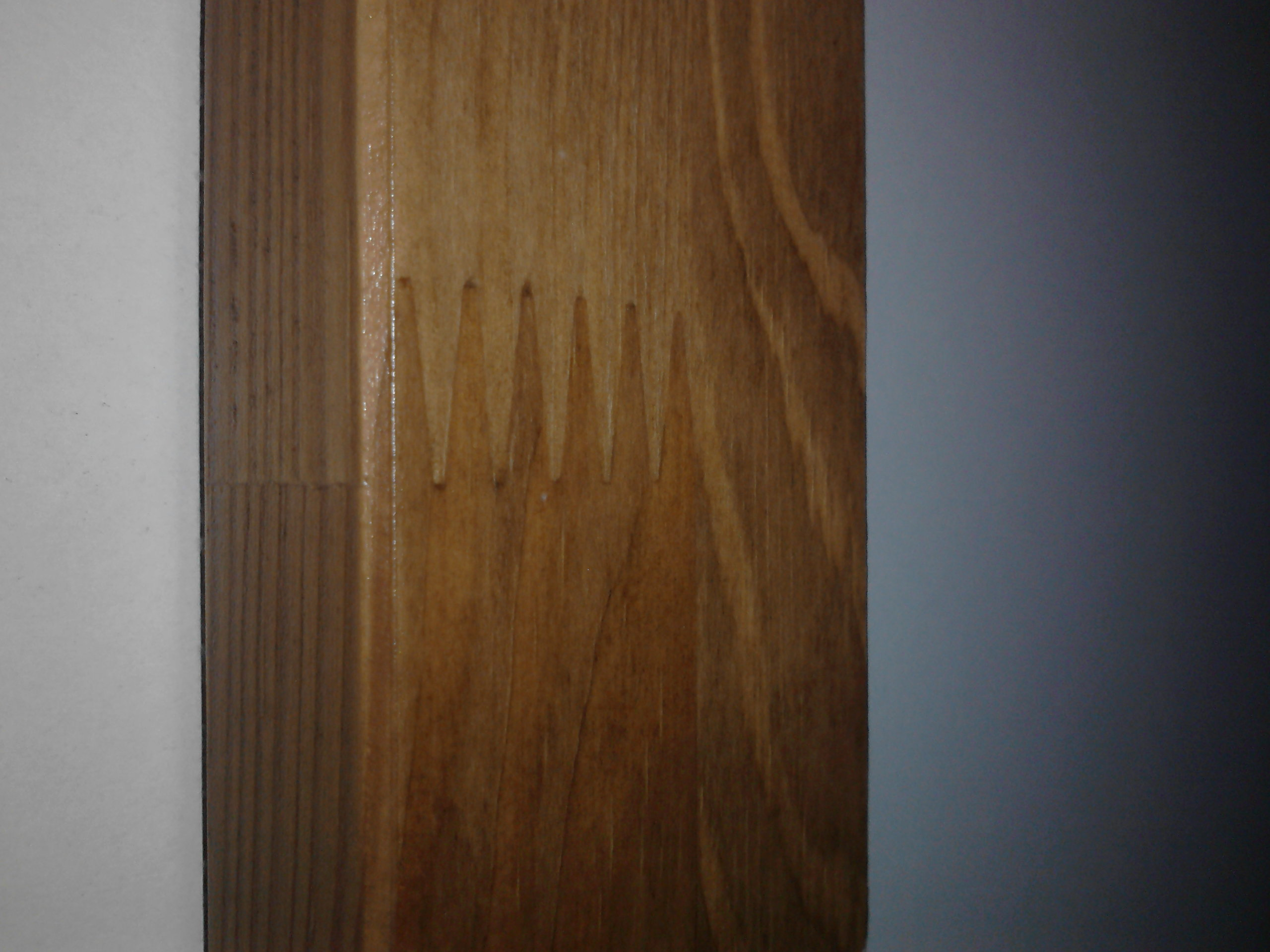
Połączenie na mikrowczep

Klejonka – rodzaj płyty meblowej stosowanej w meblarstwie lub kantówki i krawędziaki o różnym przekroju produkowane z drewna klejonego warstwowo na grubość stosowane w budownictwie i stolarce budowlanej. Klejonka najczęściej produkowana jest z litego drewna gatunków liściastych lub iglastych. Płyta jest klejona na dwa sposoby: z lameli tarcicy litej (drewno klejone na szerokości) lub łączonej na mikrowczepy (drewno klejone na długości i szerokości).
Produkcja płyt z mikrowczepami jest ekonomiczna (wyrób jest zawsze tańszy niż porównywalny z klejonki litej), a sama klejonka jest bardzo wytrzymała (mnogość połączeń klejowych sprawia, że charakteryzuje się większą wytrzymałością od klejonek z całych listew).
W zakładach rzemieślniczych klejonkę wytwarza się tradycyjną metodą, czyli przez sklejanie elementów tarcicy za pomocą ścisków, natomiast w zakładach produkcyjnych płyty powstają poprzez prasowanie w specjalnych prasach.
Producenci płyt wytwarzają oprócz zwykłej klejonki jednowarstwowej również inne jej rodzaje, np.: płyty twardzielowe, sztorcowe i trójwarstwowe. W produkowanej płycie trójwarstwowej lamele (listwy) w poszczególnych warstwach są ułożone prostopadle do siebie. Płyta trójwarstwowa jest bardziej odporna na zmiany wilgotności, a przez to trwalsza od zwykłej płyty.

## Zastosowanie
Klejonka, choć powstaje z tarcicy, jest wyrobem wobec niej komplementarnym. Klejonki są wyrobem całkowicie naturalnym, a więc ekologicznym. Ma przy tym wysokie walory użytkowe i estetyczne. Blaty klejonkowe mają mniejszą skłonność do paczenia się, wyginania i pękania. Schody z klejonki nie trzeszczą pod stopami, a z upływem lat zachowają swój kształt.
Klejonki przeznaczone są przede wszystkim do zastosowań domowych, wewnętrznych. Standardowo klejone są klejami oferującymi odporność spoiny klejowej na typowe użytkowanie, np. mycie podłóg, schodów, mebli.
W meblarstwie stosuje się również do produkcji np. nóg do stołów lub słupów do stolików klejenie warstwowe na grubość. W tym celu skleja się kilka warstw desek lub płyt MDF, następnie przecina, struga lub szlifuje w celu uzyskania odpowiednio oczekiwanych gabarytów. Tak uzyskany materiał na nogi lub słupy można następnie oklejać okleinami, laminatem lub toczyć uzyskując pożądane profile ozdobne.

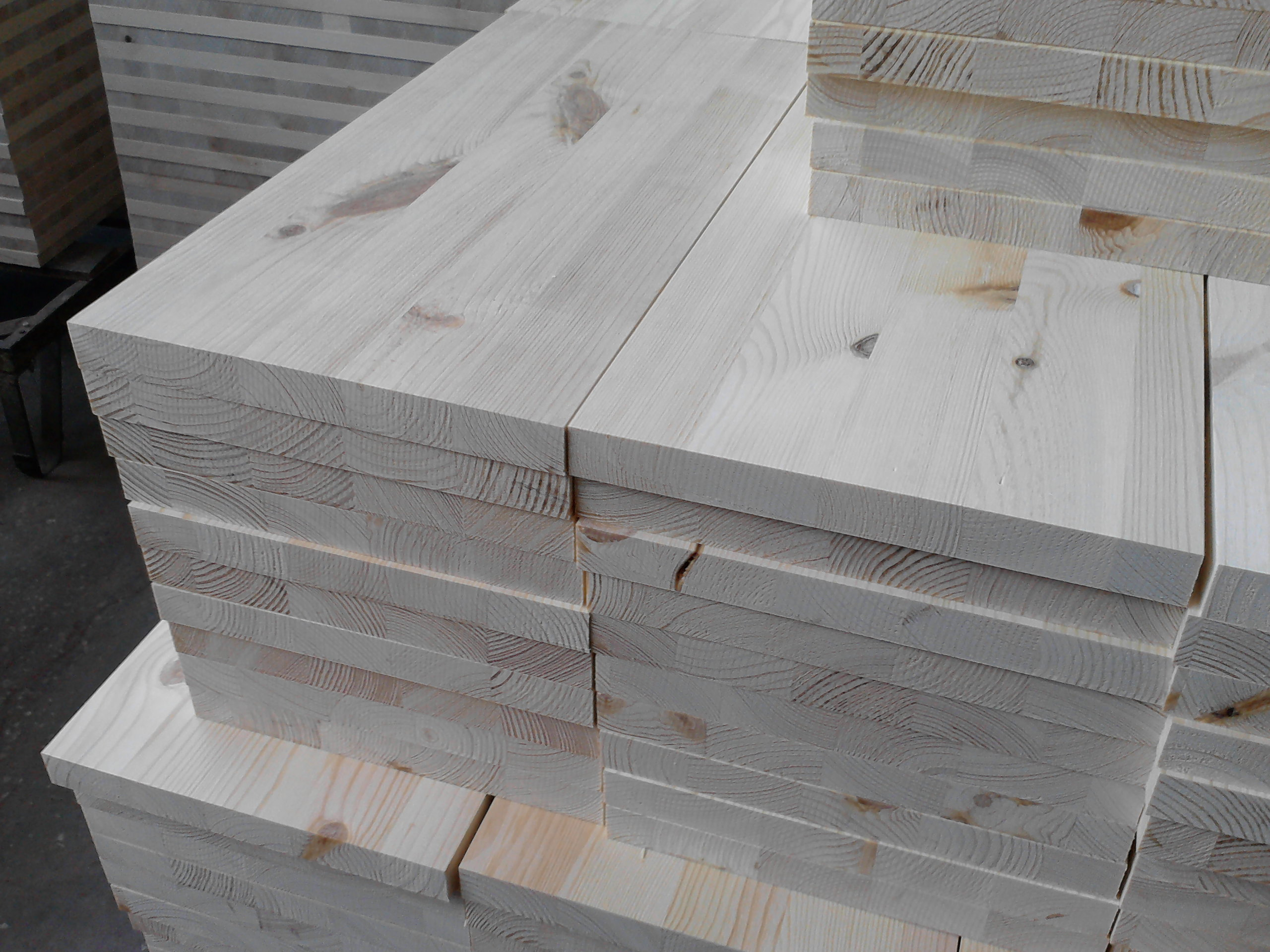
Klejonka z tarcicy sosnowej
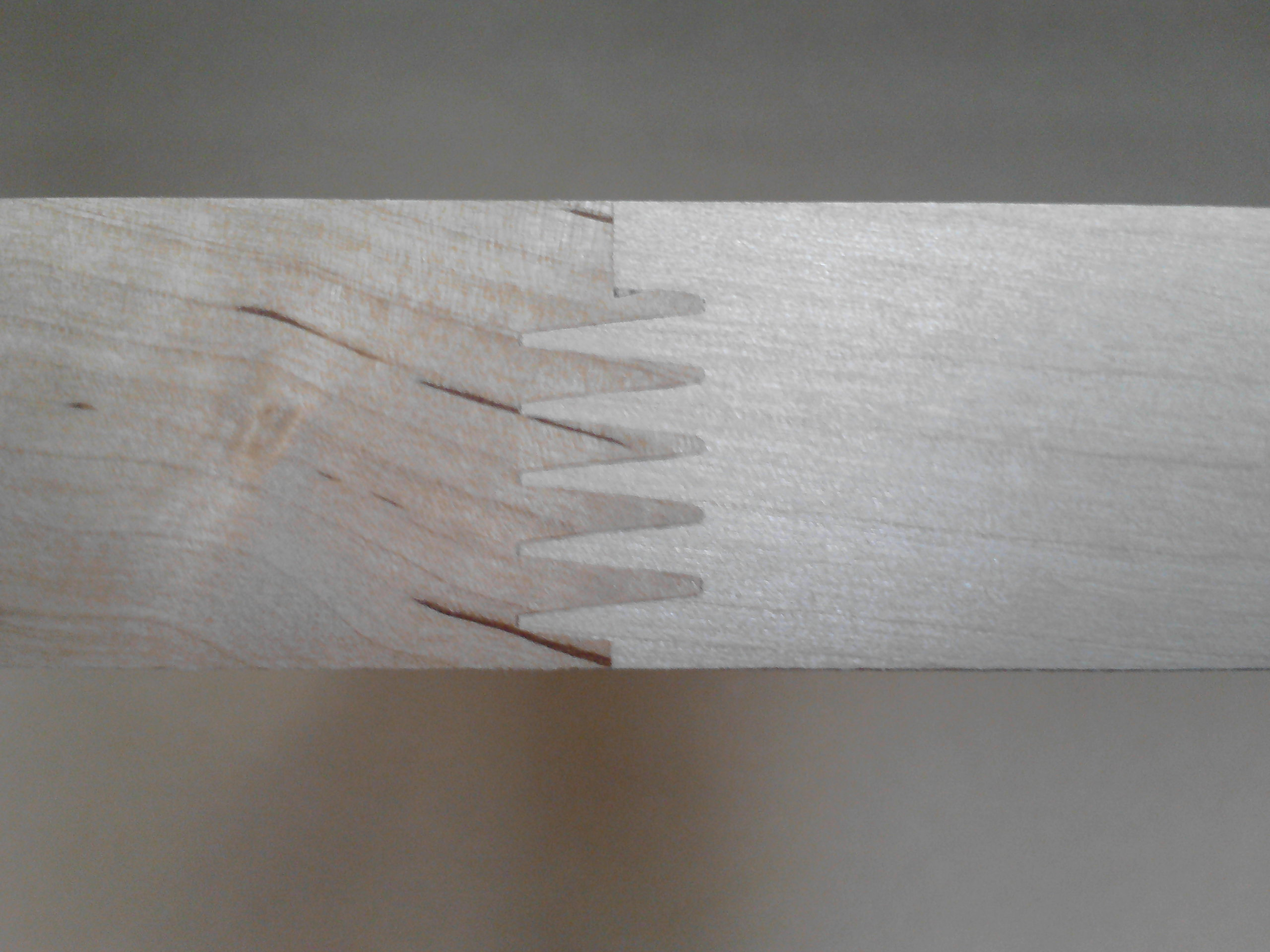
Mikrowczep
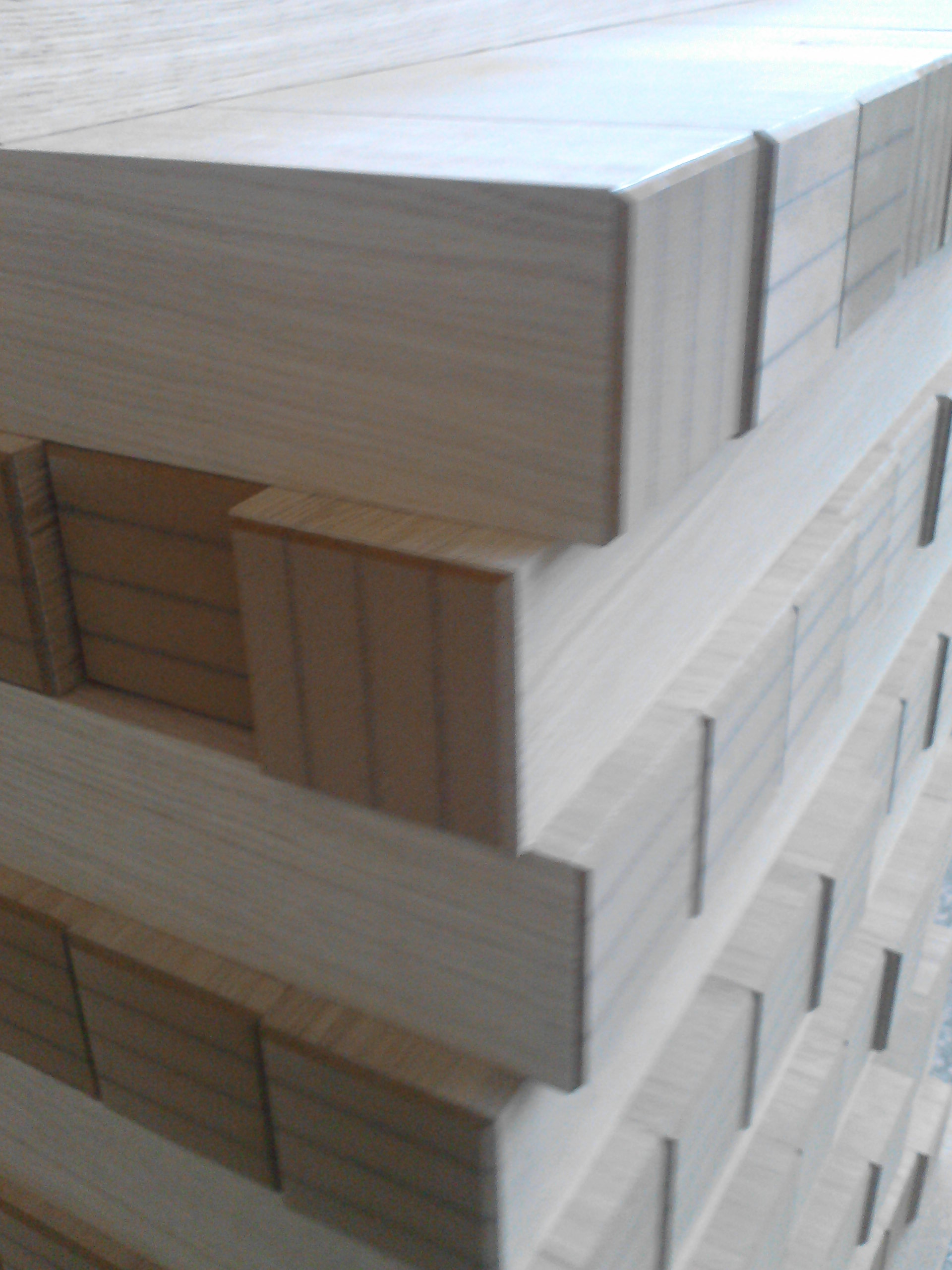
Nogi do stołów – klejonka z płyty MDF okleinowana dębową okleiną
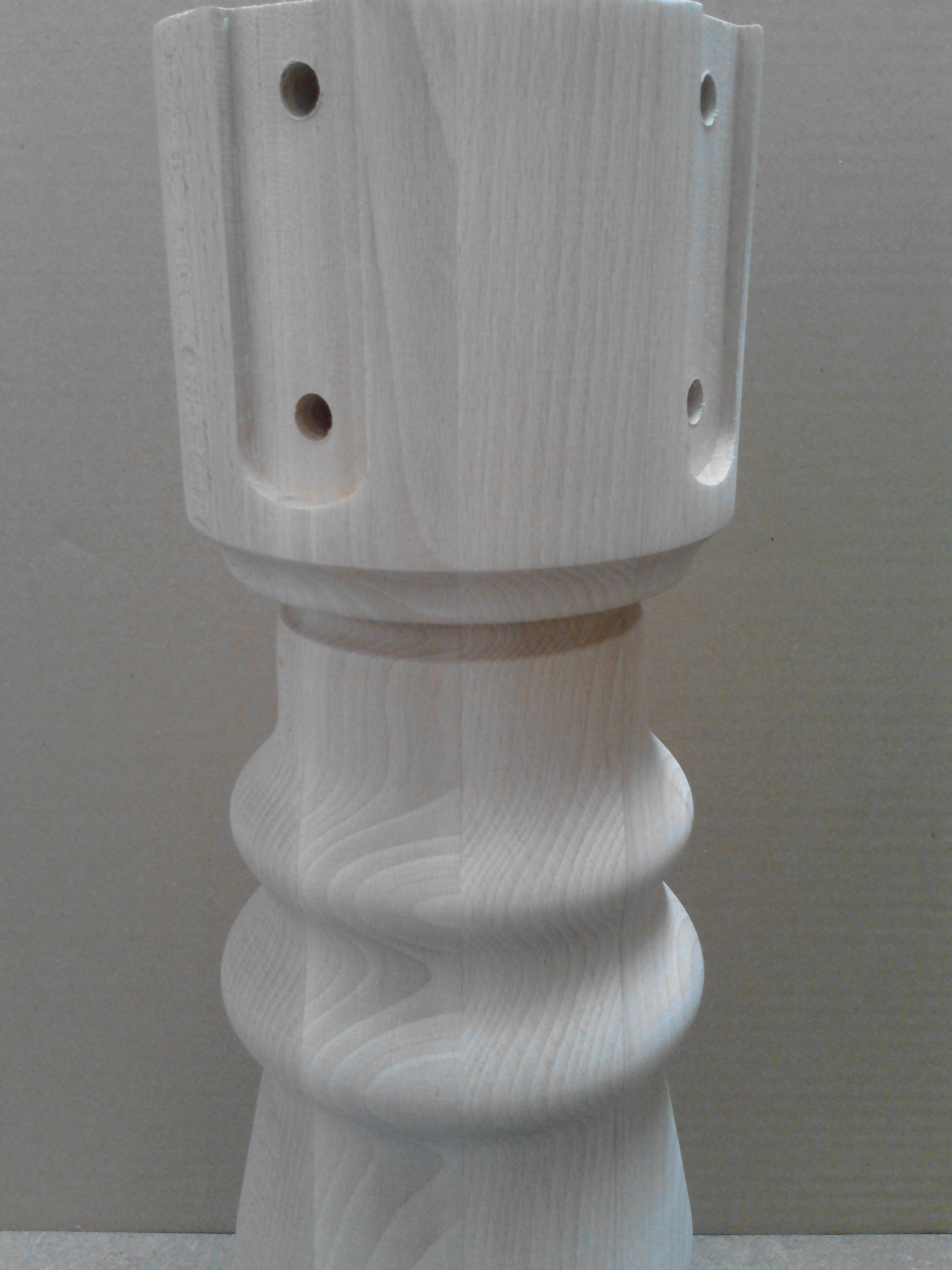
Toczony słup do stolika – klejonka z tarcicy bukowej